# Zygophyxia rhodocincta
Zygophyxia rhodocincta är en fjärilsart som beskrevs av Louis Beethoven Prout 1934. Zygophyxia rhodocincta ingår i släktet Zygophyxia och familjen mätare. Inga underarter finns listade i Catalogue of Life.